# Rolf Randolf

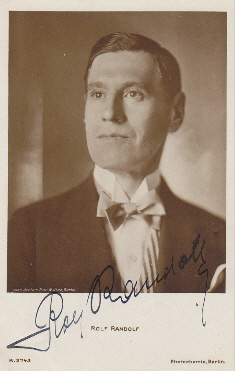
Randolf, etwa 1918

Rolf Randolf, gebürtig Rudolf Orbes (* 15. Januar 1878 in Wien; † 29. Juni 1941 ebenda), war ein österreichischer Schauspieler, Filmregisseur, Filmproduzent und Drehbuchautor.

## Leben
Rolf Randolf besuchte die Kadettenschule und schlug 1897 eine Offizierslaufbahn ein. 1901 trat er erstmals als Schauspieler am Stadttheater von Cilli auf. Weitere Bühnenstationen waren St. Pölten (1902) und Preßburg (1903).
1904 kam Randolf nach Deutschland, am Neuen herzoglichen Hoftheater in Altenburg führte er 1912 unter der Direktion von Wilhelm Julius Zahn (1859–1934) Regie. Bis zum Beginn des Ersten Weltkrieges im Sommer 1914 gehörte er zum Ensemble des Münchner Schauspielhauses. Während des Krieges leitete er jeweils drei Monate sowohl an der Ostfront als auch an der Westfront ein Fronttheater.
Im Stummfilm Des Lebens ungemischte Freude, uraufgeführt am 31. August 1917, betätigte sich Randolf erstmals als Filmschauspieler. Am 15. April 1918 gründete er in München die Rolf Randolf-Film-Gesellschaft Orbes & Roubaud OHG und trat dort als Produzent, Schauspieler und Regisseur in Erscheinung. In seiner 1919 entstandenen Verfilmung der Geschehnisse auf  Schloss Mayerling verkörperte er den Kronprinzen Rudolf. Randolf ging 1920 nach Berlin, wo er mit Max Hövelmann die bis 1924 bestehende Rolf Randolf-Film GmbH gründete.
Ende 1923 saß Randolf mit Hövelmann im Vorstand der Film-Studien AG Fistag, die sie in die Rolf Randolf-Film AG umwandelten.
Mit Der rote Reiter brachte Randolf 1935 den ersten deutschsprachigen Spielfilm mit einer Farb-Sequenz in die Kinos.
Seit 1935 konzentrierte sich Randolf ausschließlich auf die Filmproduktion. Keines seiner Werke fand beim zeitgenössischen Publikum größere Beachtung. Als er starb, war Randolf einer der letzten unabhängigen Filmproduzenten im Deutschen Reich.

## Filmografie
Regie, wenn nicht anders angegeben
- 1917: Des Lebens ungemischte Freude (nur Schauspieler)
- 1917: Das Nachträtsel (nur Schauspieler)
- 1918: Zlatorog (auch Produktion und Schauspieler)
- 1919: Kronprinz Rudolph oder: Das Geheimnis von Mayerling (auch Drehbuch, Produktion und Schauspieler)
- 1919: Der Kampf um die Ehe, 2. Teil: Feindliche Gatten (nur Schauspieler)
- 1920: Der Doppelmord in Sarajewo / Der Fürstenmord, durch den Millionen starben (auch Drehbuch, Produktion und Schauspieler)
- 1921: Unter der Dornenkrone (auch Drehbuch, Produktion und Schauspieler)
- 1921: Das Geheimnis der Santa Margherita (auch Produktion und Schauspieler)
- 1922: Der alte Gospodar (auch Produktion und Schauspieler)
- 1923: Der wilde Freiger (Darsteller und Regie, Drehbuch von Viktor Mann nach dem Roman von Roland Betsch)[6]
- 1925: Wallenstein
- 1925: Was Steine erzählen (auch Produktion)
- 1926: Frauen der Leidenschaft (auch Produktion)
- 1926: Das Geheimnis von St. Pauli
- 1927: Männes Werdegang
- 1927: Die Lindenwirtin am Rhein
- 1927: Der Bettler vom Kölner Dom
- 1927: Leichte Kavallerie
- 1928: Amor auf Ski
- 1928: Mikosch rückt ein
- 1928: Das Haus ohne Männer
- 1929: Vertauschte Gesichter (auch Drehbuch)
- 1929: Das verschwundene Testament (auch Drehbuch)
- 1930: Wer hat Bobby gesehen?
- 1930: O alte Burschenherrlichkeit
- 1932: Tod über Shanghai
- 1933: Der indische Diamant
- 1934: Die Spork’schen Jäger
- 1935: Der rote Reiter (auch Produktion)
- 1935: Ännchen von Tharau
- 1935: Königstiger (auch Produktion)
- 1936: Der Abenteurer von Paris (nur Produktion)
- 1937: Eine unmögliche Wette (nur Produktion)
- 1937: Herkules (nur Produktion)
- 1937: Die verliebte Dachstube (nur Produktion, von der NS-Zensur verboten)
- 1937: Besuch in der Abendstunde (nur Produktion)
- 1938: Stärker als die Liebe (nur Produktion)
- 1939: Das Recht auf Liebe (nur Produktion)
- 1940: Leidenschaft (nur Produktion)
- 1941: Wetterleuchten um Barbara (nur Produktion)
- 1941: Heimaterde (nur Produktion)